# In Suprema Petri Apostoli Sede
In Suprema Petri Apostoli sede es una carta apostólica del Papa Pío IX  del 6 de enero de 1848, y que fue enviada a las autoridades religiosas griegas haciendo un llamamiento a la unión con la Iglesia católica aduciendo que es esta la que ha preservado y enseñado la verdadera fe.
La encíclica fue duramente rechazada por los cuatro patriarcas ortodoxos debido a su tono autoritario, siendo firmada en consecuencia por Antimo VI (Patriarca Ecuménico de Constantinopla), Hierotheus (Patriarca de Alejandría), Methodios (Patriarca de Antioquía) y Cyril (Patriarca de Jerusalén). Se debe acotar que en dicha réplica, los patriarcas realizan una lista de las que consideran desviaciones de la fe y declaran que la tradición por ellos profesada es la única correcta e incorrupta.
Este documento tiene una gran importancia histórica, debido a que constituye uno de los primeros textos de la era moderna que trata sobre las relaciones entre católicos y ortodoxos.